# Той, що біжить лабіринтом: Випробування вогнем
«Той, що біжить лабіринтом: Випробування вогнем» (англ. Maze Runner: The Scorch Trials) — американський фантастичний бойовик режисера Веса Болла, що вийшов 2015 року. У головних ролях Ділан О'Браєн, Томас Броді-Санґстер, Гі Хон Лі, Роза Салазар. Стрічка є екранізацією однойменного роману та продовженням фільму «Той, що біжить лабіринтом» (2014).
Вперше фільм продемонстрували 7 вересня 2015 року в Аргентині. В Україні у кінопрокаті показ фільму розпочався 17 вересня 2015 року.

## Сюжет
Томас, Нют, Мінхо та інші пройшли випробування лабіринтом. Проте їм рано розслаблятися, таємнича організація ПЕКЛО організовує їм чергове випробування. Їм потрібно перейти розпечену пустелю, населену людьми з невиліковною хворобою.

## Творці фільму

### Знімальна група
Кінорежисер — Вес Болл, сценаристм був Т. С. Наулін, кінопродюсерами — Марті Боувен, Едді Ґамарра, Вік Ґодфрі, Еллен Ґолдсміт-Вейн, Джо Гартвік молодший і Лі Столлмен. Композитор: Джон Паезано, кінооператор — Ґаюла Падос, кіномонтаж: Ден Зіммерман. Підбір акторів — Деніз Чейміен, художник-постановник: Деніел Т. Дорранс, артдиректор: Ендрю Макс Кан і Біллі В. Рей, художник по костюмах — Саня Мілковіц Гейс.

### У ролях
| Актор                | Персонаж                        |
| -------------------- | ------------------------------- |
| Ділан О'Браєн        | Томас англ. Thomas              |
| Кая Скоделаріо       | Тереза Аґнес англ. Teresa Agnes |
| Томас Броді-Санґстер | Ньют англ. Newt                 |
| Наталі Еммануель     | Гарріет англ. Harriet           |
| Кетрін Макнамара     | Соня англ. Sonya                |
| Джанкарло Еспозіто   | Хорхе англ. Jorge               |
| Ейдан Гіллен         | Дженсон англ. Janson            |
| Гі Хон Лі            | Мінхо англ. Minho               |
| Роза Салазар         | Бренда англ. Brenda             |
| Баррі Пеппер         | Вінс англ. Vince                |
| Алан Тьюдік          | Маркус англ. Marcus             |
| Патрісія Кларксон    | Ава Пейдж англ. Ava Paige       |

## Сприйняття

### Оцінки і критика
Станом на 4 вересня 2015 року на онлайн-версії щомісячного журналу про кінематограф «Empire», відповідаючи на питання «На скільки вас радує вихід фільму «Той, що біжить лабіринтом: Випробування вогнем»?», 50% глядачів обрали варіант «Та я краще з'їв би свої ноги», 50% обрали варінт «Це не зовсім мені подобається, вибачте». Рейтинг очікування фільму на сайті Rotten Tomatoes становив 98% із 32 234 голоси, середня оцінка 4,4/5, на сайті Kino-teatr.ua — 9,42/10 із 26 голосів.
Фільм отримав змішані відгуки: Rotten Tomatoes дав оцінку 51% на основі 108 відгуків від критиків (середня оцінка 5,4/10) і 68% від глядачів зі середньою оцінкою 3,7/5 (41 391 голос). Загалом на сайті фільми має змішаний рейтинг, фільму зарахований «гнилий помідор» від кінокритиків, проте «попкорн» від глядачів, Internet Movie Database — 7,1/10 (16 996 голосів), Metacritic — 43/100 (29 відгуків критиків) і 6,2/10 від глядачів (73 голоси). Загалом на цьому ресурсі від критиків фільм отримав змішані відгуки, а від глядачів — позитивні.
Щомісячний журнал про кінематограф «Empire» сказав, що це хороший фільм і поставив йому 3 зірки з 5, підсумувавши, що фільм «рекомендується лише тим, хто бачив перший фільм і планує подивитись третій, але наскільки вже різними бувають другі частини трилогій, ця дуже видовищна, тим більше якщо ви не читали книгу».

### Касові збори
Під час показу в Україні, що розпочався 17 вересня 2015 року, протягом першого тижня на фільм було продано 114 088 квитків, фільм був показаний у 239 кінотеатрах і зібрав ₴7 032 521 , або ж $318 626 (за іншими даними $323 496), що на той час дозволило йому зайняти 1 місце серед усіх прем'єр.
Під час показу у США, що розпочався 18 вересня 2015 року, протягом першого тижня фільм був показаний у 3 791 кінотеатрі і зібрав $30 316 510, що на той час дозволило йому зайняти 1 місце серед усіх прем'єр. Станом на 21 вересня 2015 року показ фільму триває 4 дні (0,6 тижня) і за цей час зібрав у прокаті у США 31 993 065 доларів США, а у решті світу $78 033 821 (за іншими даними 78 000 000$), тобто загалом 110 026 886 доларів США (за іншими даними $109 993 065) при бюджеті $61 млн.

## Музика
Музику до фільму «Той, що біжить лабіринтом: Випробування вогнем» написав Джон Паезано, саундтрек вийшов 2 жовтня 2015 року на лейблі Sony Classic.
| Список треків | Список треків                    | Список треків |
| #             | Назва                            | Тривалість    |
| ------------- | -------------------------------- | ------------- |
| 1.            | «Opening»                        |               |
| 2.            | «Your New Lives»                 |               |
| 3.            | «Follow Me»                      |               |
| 4.            | «The Farm»                       |               |
| 5.            | «You’re Not Getting Out Of Here» |               |
| 6.            | «The Mall»                       |               |
| 7.            | «Cranks!»                        |               |
| 8.            | «The Scorch»                     |               |
| 9.            | «Goodbye»                        |               |
| 10.           | «Lights»                         |               |
| 11.           | «Uninvited Guest»                |               |
| 12.           | «Leaning Tower Of Scorch»        |               |
| 13.           | «Friends»                        |               |
| 14.           | «The Source»                     |               |
| 15.           | «The Cure»                       |               |
| 16.           | «Chat With Brenda»               |               |
| 17.           | «A Home For Us»                  |               |
| 18.           | «Memories»                       |               |
| 19.           | «Hello Thomas»                   |               |
| 20.           | «Tired Of Running»               |               |
| 21.           | «What’s Next»                    |               |

## Дубляж українською мовою
Дублювання українською мовою зроблено студією «Postmodern». Переклад здійснено Олегом Колесниковим, режисером дубляжу була Катерина Брайковська, звукорежисер — Олександр Мостовенко.
Ролі озвучили: Андрій Федінчик, Марина Локтіонова, Кирило Лепьошкін, Андрій Соболєв, Юрій Сосков, Дмитро Сова, Максим Чумак, Катерина Брайковська, Михайло Кришталь, Андрій Твердак, Ірина Дорошенко, Дмитро Тварковський, Світлана Шекера, Дмитро Гаврилов, Антоніна Хижняк, Роман Чорний, Дмитро Завадський, Анастасія Чумаченко, Валентин Музиченко, Ганна Кузіна та інші.

## Виноски
1. 1 2  Maze Runner: The Scorch Trials: Release Info (англ.). Internet Movie Database. Процитовано 17 вересня 2015.
2. 1 2 3  Той, що біжить лабіринтом: Випробування вогнем. Kino-teatr.ua. Процитовано 4 вересня 2015.
3. 1 2  Pamela McClintock (16 вересня 2015). Johnny Depp's 'Black Mass' is counting on a long run throughout awards season versus a big opening; 'Everest' debuts exclusively in Imax and large-format theaters before launching everywhere Sept. 24 (англ.). The Hollywood Reporter. Процитовано 23 вересня 2015.
4. 1 2 3 4  Maze Runner: The Scorch Trials (англ.). Box Office Mojo. Процитовано 23 вересня 2015.
5. 1 2 3 4  Maze Runner: The Scorch Trials (2015) (англ.). The Numbers. Процитовано 23 вересня 2015.
6. 1 2  Maze Runner: The Scorch Trials (англ.). Internet Movie Database. Процитовано 23 вересня 2015.
7. 1 2  Maze Runner: The Scorch Trials: Full Cast & Crew (англ.). Internet Movie Database. Процитовано 4 вересня 2015.
8. ↑  Юлія Купріна, Андрій Фарисей (17 вересня 2015). Прем’єри тижня: «Казка казок», «Любов без зобов’язань» і «Той, що біжить лабіринтом: Випробування вогнем». Цього тижня від картин, що виходять у прокат, варто очікувати підступу. Forbes.ua. Процитовано 26 вересня 2015.
9. ↑  The Maze Runner: Scorch Trials (англ.). Empire. Процитовано 4 вересня 2015.
10. ↑  Maze Runner: The Scorch Trials (англ.). Rotten Tomatoes. Процитовано 23 вересня 2015.
11. ↑  Maze Runner: The Scorch Trials (англ.). Metacritic. Процитовано 23 вересня 2015.
12. ↑  Helen O'Hara. The Maze Runner: Scorch Trials. Hear the runners get WCKD (англ.). Empire. Процитовано 15 вересня 2015.
13. 1 2  Бокс-Офіс 38: Американські горбки. Kino-teatr.ua. Процитовано 1 вересня 2015.
14. ↑  Maze Runner: The Scorch Trials — Ukraine Weekend Box Office (англ.). Box Office Mojo. Процитовано 23 вересня 2015.
15. ↑  Ukraine Box Office for Maze Runner: The Scorch Trials (2015) (англ.). The Numbers. Процитовано 23 вересня 2015.
16. ↑  http://www.allocine.fr/film/fichefilm-231434/casting/
17. ↑  http://www.dvdsreleasedates.com/movies/7145/maze-runner-2-scorch-trials
18. ↑  filmmusicreporter (27 серпня 2015). ‘The Maze Runner: The Scorch Trials’ Soundtrack Details (англ.). Film Music Reporter. Процитовано 17 жовтня 2015.
19. ↑  Scorch Trials Single (англ.). Amazon.com, Inc. Процитовано 17 жовтня 2015.
20. ↑  Maze Runner: The Scorch Trials (англ.). Postmodern LLC. Архів оригіналу за 23 листопада 2015. Процитовано 23 листопада 2015.